# Persone di nome Natasha
| Questa pagina contiene informazioni ricavate automaticamente dalle voci biografiche con l'ausilio del template Bio e di un bot. L'aggiornamento è periodico e automatico e ricostruisce completamente la pagina. Se manca una persona in questa lista, sei pregato di non aggiungerla, ma accertati piuttosto che la sua voce biografica contenga il template Bio e che i dati anagrafici siano correttamente compilati. Se il template Bio manca, inseriscilo tu stesso o, in alternativa, metti l'avviso {{tmp\|Bio}} che ne segnala la mancanza. Se i dati riportati sono sbagliati, correggi direttamente la voce biografica; le modifiche saranno visibili in questa lista entro pochi giorni. Per chiarimenti vedi il progetto antroponimi. La lista contiene solo le 52 persone che sono citate nell'enciclopedia e per le quali è stato implementato correttamente il template Bio. Pagina aggiornata al 16 ott 2024. |

Questa è una lista di persone presenti nell'enciclopedia che hanno il prenome Natasha, suddivise per attività principale.

## Annunciatrici televisive(1)
- Natasha Cicognani, annunciatrice televisiva e attrice italiana (Cesena, n. 1982)

## Attrici(16)
- Natasha Barnes, attrice e cantante britannica (Hampshire, n. 1990)
- Natasha Liu Bordizzo, attrice australiana (Sydney, n. 1994)
- Natasha Calis, attrice canadese (Vancouver, n. 1999)
- Natasha Dupeyrón, attrice e cantante messicana (Città del Messico, n. 1991)
- Natasha Beaumont, attrice australiana (Kuala Lumpur, n. 1974)
- Matreya Fedor, attrice canadese (Vancouver, n. 1997)
- Natasha Gregson Wagner, attrice statunitense (Los Angeles, n. 1970)
- Natasha Hovey, attrice italiana (Beirut, n. 1967)
- Natasha Little, attrice britannica (Liverpool, n. 1969)
- Natasha Lyonne, attrice e sceneggiatrice statunitense (New York, n. 1979)
- Natasha Lytess, attrice tedesca (Berlino, n. 1913 - Zurigo, † 1963)
- Natasha O'Keeffe, attrice britannica (Brighton, n. 1986)
- Natasha Richardson, attrice britannica (Londra, n. 1963 - New York, † 2009)
- Natasha Rothwell, attrice, sceneggiatrice e doppiatrice statunitense (Wichita, n. 1980)
- Natasha Stefanenko, attrice, conduttrice televisiva e ex modella russa (Sverdlovsk, n. 1969)
- Natasha Wightman, attrice britannica (n. 1973)

## Attrici pornografiche(1)
- Natasha Nice, attrice pornografica francese (Fontenay-sous-Bois, n. 1988)

## Calciatrici(3)
- Natasha Dowie, ex calciatrice inglese (Abu Dhabi, n. 1988)
- Natasha Harding, ex calciatrice gallese (Caerphilly, n. 1989)
- Natasha Piai, calciatrice italiana (Conegliano, n. 1993)

## Cantanti(4)
- Natasha Bedingfield, cantante britannica (Londra, n. 1981)
- Natasha Hamilton, cantante britannica (Liverpool, n. 1982)
- Yoon Mi-rae, cantante statunitense (Texas, n. 1981)
- Natasha St-Pier, cantante canadese (Bathurst, n. 1981)

## Cantautrici(4)
- Yeule, cantautrice e produttrice discografica singaporiana (Singapore, n. 1997)
- Tasha Cobbs Leonard, cantautrice statunitense (Jesup, n. 1981)
- Tasha Page-Lockhart, cantautrice statunitense (Detroit, n. 1983)
- Natasha Thomas, cantautrice danese (Roskilde, n. 1986)

## Cavallerizze(1)
- Natasha Baker, cavallerizza britannica (Hammersmith e Fulham, n. 1989)

## Cestiste(6)
- Natasha Cloud, cestista statunitense (Broomall, n. 1992)
- Natasha David, ex cestista argentina (Córdoba, n. 1991)
- Natasha Howard, cestista statunitense (Toledo, n. 1991)
- Tasha Humphrey, ex cestista statunitense (Gainesville, n. 1985)
- Natasha Lacy, ex cestista statunitense (El Paso, n. 1985)
- Natasha Mack, cestista statunitense (Lufkin, n. 1997)

## Comiche(1)
- Natasha Leggero, comica, personaggio televisivo e attrice statunitense (Rockford, n. 1974)

## Mezzofondiste(1)
- Natasha Cockram, mezzofondista e maratoneta britannica (n. 1992)

## Modelle(2)
- Natasha Henstridge, modella e attrice canadese (Terranova e Labrador, n. 1974)
- Natasha Suri, modella indiana (Mumbai, n. 1984)

## Ostacoliste(1)
- Tasha Danvers, ex ostacolista britannica (Londra, n. 1977)

## Pallavoliste(1)
- Natasha Farinea, pallavolista brasiliana (Porto Murtinho, n. 1986)

## Pattinatrici artistiche su ghiaccio(1)
- Natasha Kuchiki, ex pattinatrice artistica su ghiaccio statunitense (Burbank, n. 1976)

## Poetesse(1)
- Natasha Trethewey, poetessa statunitense (Gulfport, n. 1966)

## Polistrumentiste(1)
- Bat for Lashes, polistrumentista, cantante e compositrice britannica (Wembley, n. 1979)

## Sciatrici alpine(1)
- Natasha De Troyer, ex sciatrice alpina belga (n. 1978)

## Scrittrici(2)
- Natasha Pulley, scrittrice britannica (Cambridge, n. 1988)
- Natasha Radojčić-Kane, scrittrice statunitense (Belgrado, n. 1966)

## Velociste(4)
- Natasha Hastings, velocista statunitense (New York, n. 1986)
- Natasha Kaiser-Brown, ex velocista statunitense (Des Moines, n. 1967)
- Natasha Mayers, ex velocista sanvincentina (n. 1979)
- Natasha Morrison, velocista giamaicana (n. 1992)